# Base aérienne 180 Bousfer
La base aérienne 180 Bou Sfer était un site opérationnel de l'Armée de l'air française, situé sur le territoire de la ville de Bousfer, en Algérie.
Elle a été active du 1er avril 1964 au 31 décembre 1970, soit après l'indépendance de l'Algérie. La base fait alors partie des Accords d'Évian.

## Histoire
Créée en 1963 et subordonnée à la base stratégique de Mers el-Kébir, la base aérienne de Bousfer est la dernière installation militaire importante de l’armée de l’air française implantée sur le sol algérien après l’indépendance. Rattachée à la 4e région aérienne, elle est le point de passage obligé pour le rapatriement vers la métropole des personnels militaires et civils, ainsi que du matériel. La cession de la base aux autorités algériennes et le départ des derniers éléments français intervient en 1971.
Le 31 décembre 1970, la base cesse son activité pour la France. En avril 1971, le dernier détachement quitte définitivement la base.
Depuis, elle est utilisée par les Forces aériennes algériennes.

## Unités activées sur la base aérienne
- Détachement de la 31.S de l'Aéronautique navale
- Détachement précurseur de l'Armée de l'Air